# Pierre Sinibaldi
Pour les articles homonymes, voir Sinibaldi.
Pierre Sinibaldi est un joueur et entraîneur de football français, né le 29 février  1924 à Montemaggiore (Corse, actuelle Haute-Corse) et mort le 24 janvier 2012 à Toulon, ayant évolué au poste d'attaquant.

## Biographie
Il débute comme ses deux frères Paul (gardien de but, champion de France 1949, 1953 et 1955, coupe de France 1950, coupe latine 1953) et Noël (attaquant, champion de France 1949) au Sporting Club Victor Hugo de Marseille. En 1942, il rejoint l'AS Troyes-Savinienne, puis le Stade de Reims le recrute en novembre 1944. Il est alors très vite révélé au grand public : alors qu'il n'a pas participé au début du championnat avec les stadistes, il devient meilleur buteur ex aequo avec le Lillois René Bihel en marquant 30 des 70 buts rémois. International le 19 mai 1946 (France-Angleterre, 2-1), vice-champion de France et meilleur buteur avec 33 buts en 1947, il marque encore 25 buts durant le championnat 1947-1948, année où il a sa seconde sélection internationale. À noter que les trois frères Sinibaldi évoluèrent ensemble dans le club champenois durant la saison suivante et remportèrent leur premier titre de champion de France en 1949. 
Pierre Sinibaldi a été le premier grand buteur du Stade de Reims d'après-guerre, avant Abraham Appel, René Bliard et Just Fontaine. 
Il est à Reims, jusqu'en 1953 puis va au FC Nantes où il ne reste qu'une saison. Après un passage à Lyon où il ne joue qu'un match, il termine sa carrière de joueur au Perpignan FC en 1956.
Après avoir raccroché les crampons, il effectue une brillante carrière d'entraîneur qu'il débute à Perpignan. Puis, il dirige à deux reprises les joueurs d'Anderlecht avec lesquels il est quatre fois champion de Belgique mais aussi finaliste en 1970 de la Coupe des villes de foires, l'ancêtre de la Coupe de l'UEFA.

## Clubs (joueur)
- Sporting Victor-Hugo de Marseille : jusqu'en 1942 (amat.)
- AS Troyes-Savinienne : 1942 à 1944 (amat.)
- Stade de Reims : 1944 à 1953 (professionnel en 1948)
- FC Nantes : 1953 à 1954 (D2)
- Olympique lyonnais : 1954 à 1955 (1 match)
- Perpignan Football Club : 1955 à 1956 (D2)

## Palmarès (joueur)
- 2 sélections en équipe de France A, de 1946 à 1948
- 189 matchs et 115 buts (ratio 0,6) en 1re division
- 30 des 70 buts de Reims inscrits en groupe de Zone Nord durant la saison 1944/45 (meilleur buteur de zone)
- Meilleur buteur du championnat de France de 1re division : 1947 (33 buts) (et 26 buts en 1945/46, 25 buts en 1947/48, 11 buts en 1952/53)
- Championnat de France de football : 1949 et 1953 (avec Reims)
- Vice-champion de France en 1947 (Reims)

## Clubs (entraîneur)
- Perpignan Football Club : 1956 à 1959 (D2)
- Équipe du Luxembourg de football : en 1960
- RSC Anderlecht : 1960 à 1966
- AS Monaco : 1966 à 1968
- RSC Anderlecht : avril 1970 à 1971
- UD Las Palmas : 1971 à 1975
- Real Sporting de Gijón : 1975 à 1976
- Etoile Sportive La Ciotat:1976 à 1978
- Sporting Toulon Var : 1979 à 1980 (D2)

## Palmarès (entraîneur)
- Championnat de Belgique de football : 1962, 1964, 1965 et 1966 (avec Anderlecht)
- Coupe de Belgique de football : 1965 (doublé, avec Anderlecht)
- Finaliste de la Coupe des villes de foires : 1970 (Anderlecht face à Arsenal)
- Finaliste de la Coupe de Belgique : 1966 (Anderlecht)
- Vice-champion de Belgique : 1963 (Anderlecht)
- Victoire contre l'équipe de France A de Just Fontaine en 1967, à la tête d'une sélection de joueurs de « l'île de Beauté »